# Victoria Bernstorff-Gyldensteen
Victoria lensgrevinde Bernstorff-Gyldensteen (født Cynthia Victoria Ames den 10. maj 1951 i New Jersey, USA) er tidligere hofdame for H.K.H. Kronprinsesse Mary.
Hun var oprindeligt amerikaner, voksede op i Florida, Mexico og Californien. Hun gik i Santa Catalina School for Girls i Monterey og var konkurrencerytter (ridebanespringning) som barn. 
Hun er gift med kammerherre Frants Bernstorff-Gyldensteen og står som hofdame kongehuset nær. I 2006 blev hun Ridder af Dannebrog.